# The New Twilight Zone
The New Twilight Zone, ook wel bekend als The Twilight Zone, is een Amerikaanse televisieserie uit 1985. Het was het eerste vervolg op de originele serie. De serie liep drie seizoenen, met een totaal van 110 afleveringen.

## Geschiedenis

### Productie
Rod Serling, de bedenker van de originele serie, besloot zelf zijn aandeel in de serie te verkopen aan een netwerk zodat de serie nieuw leven kon worden ingeblazen. Hoewel CBS er belangstelling voor toonde de serie nieuw leven in te blazen, duurde het enige tijd voor daadwerkelijk met de productie werd begonnen, dit omdat de originele serie ondanks zijn succes nooit het succes had weten te bereiken waarop CBS had gehoopt.
De doorslag kwam uiteindelijk doordat de originele serie een steeds grotere cultstatus kreeg. En ondanks de gemengde reacties op de kort daarvoor verschenen film Twilight Zone: The Movie gaf CBS de serie groen licht in 1984.
Veel van de schrijvers die meewerkten aan de nieuwe serie keken de originele serie in hun tienertijd, waaronder Harlan Ellison, J. Michael Straczynski, George R.R. Martin en Rockne S. O'Bannon. De serie stond onder toezicht van Carla Singer, toen Vice President of Drama Development. De regie werd meestal gedaan door Wes Craven en William Friedkin. Nieuwe intromuziek werd gecomponeerd door Jerry Garcia.

### Seizoen 1 (1985-1986)
The New Twilight Zone debuteerde in de nacht van 27 september 1985, en werd goed ontvangen. De verhalen waren doorgaans bewerkingen van verhalen van onder anderen Greg Bear, Ray Bradbury, Arthur C. Clarke, Harlan Ellison, Robert R. McCammon en Stephen King. Daarnaast zaten er enkele remakes tussen van klassieke Twilight Zone afleveringen zoals "Dead Man’s Shoes", "Shadow Play" en "The Night of the Meek". Hoewel de producers dachten op het goede spoor te zitten, namen de kijkcijfers later in seizoen 1 toch af.
De producers haalden zelfs Harlan Ellison bij de serie. Hij zou zijn debuut gaan maken in een kerstspecial, maar deze werd door CBS afgekeurd halverwege de productie. Dit kostte het programma tussen de 150.000 en 300.000 dollar.
Afleveringen uit dit seizoen die doorgaans worden gezien als de beste zijn "Her Pilgrim Soul", "Nightcrawlers", "Profile in Silver" en "Dead Run".
De afleveringen van seizoen 1 duurden elk een uur, maar waren opgesplitst in meerdere korte verhalen.

### Seizoen 2 (1986-1987)
Ondanks de slechte kijkcijfers werd de serie verlengd met nog een seizoen. In dit seizoen verschenen ook afleveringen met een 1 uur durend verhaal in plaats van 2 of 3 korte verhalen in 1 aflevering. Seizoen 2 werd al na 11 afleveringen onderbroken door CBS. Veel van de niet afgemaakte afleveringen werden later aangepast voor seizoen 3.

### Seizoen 3 (1988-1989)
CBS ontsloeg het originele productieteam in het derde seizoen, en liet een nieuwe groep het werk overnemen. De serie werd ingekort naar een half uur per aflevering.

## Gastrollen
Net als de originele serie maakte deze serie veel gebruik van bekende gastacteurs, zoals Bruce Willis, Morgan Freeman, Martin Landau, Jonathan Frakes, Danica McKellar en Fred Savage.